# Gabi (Kurzfilm)
Gabi ist ein deutscher Kurzfilm. Dieser entstand unter der Regie von Michael Fetter Nathansky. Der Film feierte auf der Berlinale 2017 Premiere und gewann den Deutschen Kurzfilmpreis 2017 in der Kategorie „Spielfilme von mehr als 10 Minuten bis 30 Minuten“.

## Handlung
Gabis Leben ist leer und hoffnungslos. Sie wird von ihrem Ehemann betrogen, kann sich jedoch nicht mehr darüber aufregen. Ihre Schwester ist schwanger und dauernd gestresst. Deshalb hat sie keine Zeit für Gabi und überträgt ihr immer mehr Aufgaben. Daneben übernimmt Gabi nach einem Wasserrohrbruch im Altersheim auch die Pflege ihres senilen Vaters.
Nur in ihrem Beruf als Fliesenverlegerin gibt es eine Person, die sie beachtet und mit ihr redet. Es ist der Azubi Marco, der es nicht schafft, sich von seiner Freundin zu trennen, die ihn andauernd betrügt. In den Arbeitspausen übt er deshalb gemeinsam mit Gabi das Schlussmachen. Gabi übernimmt die Rolle seiner Freundin. So kommt es ebenso zu Wutausbrüchen wie Zärtlichkeiten zwischen Marco und der Person, die Gabi spielt.
Anfangs ist Gabi wenig begeistert von diesen „Proben“, jedoch findet sie mit der Zeit immer mehr Gefallen daran, alltägliche Situationen zu inszenieren. Dadurch wirkt es so, als würde sie dadurch ihrem Alltag die Trostlosigkeit nehmen und auf der Suche nach ihrer eigenen Emotionalität sein. Sie versetzt sich in den unterschiedlichsten Situationen in verschiedenste Gefühlslagen. In einer Situation spielt sie eine Gabi, die sich nie beschwert, in einer anderen weint sie, in einer dritten Situation schweigt sie. Anfangs sieht dies noch nach einer Öffnung der eigenen Person aus, entwickelt sich jedoch zu einem Akt der inszenatorischen Entfremdung von sich selbst.

## Auszeichnungen
Seit dem Erscheinen wurde der Film mit einigen Preisen ausgezeichnet.
| Jahr | Filmfestival/Preisverleihung             | Kategorie                                         | Empfänger                                            | Ergebnis  | Einzelnachweise |
| 2017 | International Short Film Week Regensburg | Publikumspreis                                    | Michael Fetter Nathansky                             | Gewonnen  |                 |
| 2017 | Filmfest Dresden                         | Publikumspreis – Nationaler Wettbewerb            | Michael Fetter Nathansky                             | Gewonnen  |                 |
| 2017 | Studio Hamburg Nachwuchspreis            | Bester Kurzfilm                                   | Michael Fetter Nathansky                             | Nominiert |                 |
| 2017 | Deutscher Kurzfilmpreis                  | Spielfilme von mehr als 10 Minuten bis 30 Minuten | Michael Fetter Nathansky, Filmuniversität Babelsberg | Gewonnen  | [ 2 ]           |
| 2017 | Poitiers Film Festival                   | Jury Prize                                        | Michael Fetter Nathansky                             | Nominiert | [ 3 ]           |